# Albert Miralles
Alberto Miralles Berge (* 14. Mai 1982 in Barcelona, Katalonien) ist ein spanischer Basketballspieler. Miralles spielte professionell neben seinem Heimatland in Italien sowie in Deutschland, wo er mit ALBA Berlin den Beko BBL-Pokal 2013 gewann.

## Karriere
Miralles spielte in seiner Jugend erfolgreich für die Jugendmannschaften von Joventut aus Badalona, mit denen er 2001 die nationale U20-Juniorenmeisterschaft gewann, sowie für die spanische Juniorennationalmannschaft, mit der er bei der U20-Europameisterschaft 2002 hinter Griechenland die Silbermedaille gewann. Währenddessen wurde Miralles bereits in der Herrenmannschaft von Joventut in der obersten spanischen Spielklasse Liga ACB in einzelnen Spielen eingesetzt. Während der Saison 2000/01 wurde Miralles an den Zweitligisten Drac aus Inca auf Mallorca in der LEB ausgeliehen. Anschließend verließ er seinen Ausbildungsverein Joventut und spielte in der zweiten Liga LEB für den Verein aus Ourense, der nach dem zweiten Hauptrundenplatz die Halbfinalserie der Play-offs um den Aufstieg gegen CB Lucentum Alicante verlor.
Nach der Silbermedaille bei der U20-Europameisterschaft mit der spanischen Juniorenauswahl bekam Miralles 2002 einen Vertrag beim italienischen Pokalsieger Virtus aus Bologna, der ihn nach wenigen Spielen jedoch ebenfalls an einen Zweitligisten auslieh. Mit den Crabs aus Rimini erreichte er am Ende der Saison 2002/03 in der LegADue den neunten Platz nach der Hauptrunde und verpasste knapp die Play-offs um den Aufstieg. In der folgenden Spielzeit 2003/04 spielte er dann in der höchsten italienischen Spielklasse Lega Basket Serie A für den Verein aus Roseto degli Abruzzi, mit dem er auf dem 13. Platz in der Abschlusstabelle den Klassenerhalt erreichte. Im folgenden Entry Draft der am höchsten dotierten Profiliga NBA wurde er 2004 an 39. Stelle von den Toronto Raptors ausgewählt, die ihn anschließend jedoch nicht in ihren Kader übernahmen. So spielte Miralles in der Saison 2004/05 erneut in Italien für Rosetos Ligakonkurrenten Vertical Vision aus Cantù, mit denen er in der ersten Play-off-Runde um die Meisterschaft in drei Spielen gegen Armani Jeans Mailand ausschied. Anschließend kam Miralles im Rahmen der Vorbereitung zur Europameisterschaft 2005 in vier Partien für die spanische Nationalmannschaft zum Einsatz, wurde aber nicht für den Turnierkader berufen.
2005 kehrte Miralles in sein Heimatland zurück und unterschrieb einen Vertrag bei Pamesa aus Valencia. Im spanischen Pokalwettbewerb „Copa del Rey“ erreichte man das Finale, das gegen TAU Cerámica verloren ging. In der Meisterschaft belegte man erneut den neunten Platz und verpasste damit den Einzug in die Play-offs um die Meisterschaft knapp. In der folgenden Spielzeit 2006/07 gelang der Einzug in die Play-offs, in denen man in der ersten Runde dem späteren Meister Real Madrid unterlag. Dies wiederholte sich in den nächsten beiden Spielzeiten, als man in den Play-offs 2007/08 die Erstrundenserie gegen den späteren Meister TAU Cerámica und 2008/09 diese Serie gegen den späteren Meister FC Barcelona verlor. Im ULEB Cup 2007/08 verlor man das Viertelfinale gegen seinen ehemaligen Verein Joventut, der anschließend auch den Titel gewannen, und ein Jahr später im Eurocup 2008/09 das Viertelfinale gegen den späteren Finalisten BK Chimki aus Russland. In den folgenden beiden Spielzeiten spielte Miralles dann für den baskischen Verein Gipuzkoa aus San Sebastián, die ein Jahr zuvor die Rückkehr in die höchste spanische Spielklasse Liga ACB geschafft hatten und mit dem er über den Klassenerhalt jeweils nicht hinaus kam.
Für die Spielzeit 2011/12 wechselte Miralles erneut in die erste italienische Liga und spielte für Angelico aus Biella, die auf dem zwölften Platz ebenfalls den Klassenerhalt schafften. Anschließend bekam Miralles dann vom deutschen Erstligisten ALBA in Berlin einen Vertrag für die Basketball-Bundesliga 2012/13. Hier kam Miralles zumeist als Einwechselspieler von der Bank, musste aber nach Nachverpflichtungen wegen Ausländerbeschränkungen in der Bundesliga auch einzelne Spiele aussetzen und kam insgesamt auf 24 Meisterschaftseinsätze in der deutschen Liga. Während man – in ALBAs Vereinsgeschichte erst zum zweiten Mal – die Runde der 16 besten Mannschaften in der seit 2001 bestehenden EuroLeague, dem höchsten europäischen Vereinswettbewerb, erreichte und den Beko BBL-Pokal 2013 vor eigenem Publikum gewann, schied man in den Meisterschafts-Play-offs früh in der ersten Runde aus. Nachdem Miralles in den nationalen Pokalspielen, in denen man den Titel gewann, ohne Einsatz geblieben war und keinen neuen Vertrag mehr bekam, wechselte er zurück in seine Heimat zu seinem Stammverein Joventut de Badalona.